# Kanga Akalé
Pour les articles homonymes, voir Gauthier.
Kanga Gauthier Akalé, né le 7 mars 1981 à Abidjan, est un footballeur international ivoirien. Il occupe le poste de milieu offensif.

## Biographie

### En club

#### Débuts européens en Suisse
Formé au Stella Club d'Adjamé, l'un des clubs de la capitale Abidjan, il s'exile en 1998 et à dix-sept ans en Suisse, à Sion. Les six premiers mois, il s'acclimate au rythme européen en équipe réserve, mais n'arrive pas ensuite à intégrer l'équipe professionnelle. Il ne dispute même pas une rencontre en Nationale A, Sion étant pourtant au plus mal au classement. Il est alors transféré l'année suivante au FC Zurich, où il réalise, après des débuts difficiles, deux dernières saisons pleines. Durant cette période, il est appelé par Robert Nouzaret en sélection ivoirienne, mais il ne participera à sa première sélection qu’en février 2003, contre le Cameroun.

#### Explosion à Auxerre
En 2002, Guy Roux le repère et le fait venir à Auxerre où il signe un contrat de quatre ans et demi. Il s'exprime alors dans le championnat de France, permettant en partie à l'AJA de remporter à deux reprises la Coupe de France en 2003 et 2005. Roux souhaite qu'il devienne le successeur de Khalilou Fadiga. Mais après le départ de ce dernier, Akalé fait des apparitions irrégulières, s'entendant toutefois très bien avec Djibril Cissé en lui fournissant de nombreuses passes décisives. Puis à la suite du départ de Cissé qui est remplacé numériquement par Benjani, Akalé fait une grosse saison et offre même le but de la victoire en finale de Coupe de France à Bonaventure Kalou dans les arrêts de jeu, contre Sedan. Il connaît également le bonheur de se qualifier pour la Coupe de monde 2006 avec les éléphants. Sous les ordres de Jean Fernandez, Akalé explose et marque de plus en plus. Il réalise une saison pleine, malgré celle décevante de son équipe, qui termine à la huitième place.

#### Plusieurs passages infructueux
En juin 2007, malgré quelques touches avec Toulouse et Marseille, il est transféré au Racing Club de Lens où il retrouve son ancien mentor de l'AJA, Guy Roux. Son transfert est estimé à quatre millions et demi d'euros. Avec le départ de celui-ci, Kanga ne fait plus vraiment parti des plans de Jean-Pierre Papin, qui lui préfère Luigi Pieroni ou Kévin Monnet-Paquet. Un transfert étant alors envisageable, il est prêté à l'Olympique de Marseille six mois avec une option d'achat de deux millions et demi d'euros. Le 13 janvier 2008, il fait sa première apparition sous les couleurs marseillaises, à Rennes, et délivre une passe décisive pour Djibril Cissé, son ancien compère à Auxerre. Son équipe s'incline toutefois par trois buts à un ce jour-là. Le 30 mars, Akalé marque son premier but depuis son arrivée, face au FC Lorient. Malgré cela, il ne convainc pas les dirigeants marseillais, qui ne lèvent pas l'option d'achat au terme de sa demi-saison à Marseille. Il retourne donc à Lens, relégué en Ligue 2.
Désireux de quitter la France, Akalé est prêté en Espagne, au Recreativo de Huelva. En Liga, il dispute la majorité de ses matches en tant que remplaçant, et ne parvient pas à marquer le moindre but. Bons derniers du classement, Huelva et Akalé passent à côté de leur saison. En coupe, le Recreativo sort dès son entrée dans la compétition, malgré avoir obtenu une victoire lors du match retour grâce notamment à un but du joueur ivoirien, le seul de la saison.
De retour à Lens, le joueur déclare vouloir rester et s'imposer. Un pari presque réussi, car petit-à-petit le joueur ivoirien trouve une place de titulaire au sein de l'effectif sang et or à l'approche de la trêve hivernale.

#### Signature au Lekhwiya SC (Qatar)
Libre de tout contrat depuis son départ de Lens, il s'engage avec le club qatari du Lekhwiya SC où il retrouve un ancien coéquipier à Lens et en sélection, Aruna Dindane.

#### Retour en France
Le 24 octobre 2012, il s'engage à l'AC Arles-Avignon pour deux ans à la suite d'une période d'essai d'une semaine au club provençal mais à la fin de la saison, le contrat est résilié à l'amiable avec le club où il n'a participé qu'à seulement sept rencontres.

### En sélection
Il reçoit sa première sélection lors du match Côte d'Ivoire-Cameroun : 3-0, disputé à Châteauroux le 11 février 2003. Il est finaliste de la CAN 2006 avec la Côte d'Ivoire, et participe activement à la qualification pour la Coupe du monde de 2006 en Allemagne, compétition lors de laquelle il joue trois matchs des Éléphants. 
Après une absence aux CAN 2008 et 2010, il est pré-convoqué à la surprise générale par Sven-Göran Eriksson pour le Mondial sud-africain mais ne sera pas finalement retenu.

## Statistiques
| Saison                | Club                          | Championnat           | Championnat | Championnat | Coupe nationale | Coupe nationale | Coupe de la Ligue | Coupe de la Ligue | Supercoupe | Supercoupe | Compétition(s) continentale(s) | Compétition(s) continentale(s) | Compétition(s) continentale(s) | Côte d'Ivoire | Côte d'Ivoire | Total | Total |
| Saison                | Club                          | Division              | M.          | B.          | M.              | B.              | M.                | B.                | M.         | B.         | Comp.                          | M.                             | B.                             | M.            | B.            | M.    | B.    |
| 1999-2000             | FC Zurich                     | Super League          | 5           | 0           | -               | -               | -                 | -                 | -          | -          | -                              | -                              | -                              | -             | -             | 5     | 0     |
| 2000-2001             | FC Zurich                     | Super League          | 16          | 2           | -               | -               | -                 | -                 | -          | -          | -                              | -                              | -                              | -             | -             | 16    | 2     |
| 2001-2002             | FC Zurich                     | Super League          | 28          | 1           | -               | -               | -                 | -                 | -          | -          | -                              | -                              | -                              | -             | -             | 28    | 1     |
| 2002-2003             | FC Zurich                     | Super League          | 18          | 5           | -               | -               | -                 | -                 | -          | -          | -                              | -                              | -                              | 1             | 0             | 19    | 5     |
| 2002-2003             | AJ Auxerre                    | Ligue 1               | 6           | 0           | 3               | 0               | -                 | -                 | -          | -          | C3                             | 1                              | 0                              | 5             | 0             | 15    | 0     |
| 2003-2004             | AJ Auxerre                    | Ligue 1               | 23          | 4           | 3               | 0               | 1                 | 0                 | 1          | 0          | C3                             | 4                              | 0                              | 2             | 0             | 34    | 4     |
| 2004-2005             | AJ Auxerre                    | Ligue 1               | 31          | 3           | 6               | 1               | 3                 | 0                 | -          | -          | C3                             | 11                             | 1                              | 2             | 0             | 53    | 5     |
| 2005-2006             | AJ Auxerre                    | Ligue 1               | 31          | 4           | -               | -               | 2                 | 0                 | 1          | 0          | C3                             | 2                              | 0                              | 14            | 3             | 50    | 7     |
| 2006-2007             | AJ Auxerre                    | Ligue 1               | 36          | 9           | 1               | 0               | 2                 | 0                 | -          | -          | C3                             | 8                              | 1                              | 2             | 0             | 49    | 10    |
| 2007-2008             | RC Lens                       | Ligue 1               | 9           | 0           | -               | -               | -                 | -                 | -          | -          | CI+C3                          | 2+4                            | 2+1                            | -             | -             | 15    | 3     |
| 2007-2008             | Olympique de Marseille (prêt) | Ligue 1               | 19          | 1           | 2               | 0               | 1                 | 0                 | -          | -          | -                              | -                              | -                              | 6             | 0             | 28    | 1     |
| 2008-2009             | Recreativo Huelva (prêt)      | Liga                  | 26          | 0           | 2               | 1               | -                 | -                 | -          | -          | -                              | -                              | -                              | 3             | 0             | 31    | 1     |
| 2009-2010             | RC Lens                       | Ligue 1               | 28          | 2           | 5               | 0               | 2                 | 0                 | -          | -          | -                              | -                              | -                              | -             | -             | 35    | 2     |
| 2010-2011             | RC Lens                       | Ligue 1               | 30          | 3           | -               | -               | 1                 | 0                 | -          | -          | -                              | -                              | -                              | -             | -             | 31    | 3     |
| 2011-2012             | Lekhwiya                      | Stars League          | 1           | 0           | -               | -               | -                 | -                 | -          | -          | -                              | -                              | -                              | -             | -             | 1     | 0     |
| 2011-2012             | Panetolikós FC                | Superleague           | 9           | 0           | -               | -               | -                 | -                 | -          | -          | -                              | -                              | -                              | -             | -             | 9     | 0     |
| 2012-2013             | Athlétic Club Arles-Avignon   | Ligue 2               | 4           | 0           | 3               | 0               | -                 | -                 | -          | -          | -                              | -                              | -                              | -             | -             | 7     | 0     |
| Total sur la carrière | Total sur la carrière         | Total sur la carrière | 320         | 34          | 25              | 2               | 12                | 0                 | 2          | 0          | -                              | 32                             | 5                              | 35            | 3             | 426   | 44    |

## Palmarès

### Collectif
- Finaliste de la Coupe d'Afrique des nations en 2006 avec l'équipe de Côte d'Ivoire
- Vainqueur de la Coupe de France en 2003 et 2005 avec l'AJ Auxerre
- Finaliste du Trophée des champions en 2003 et 2005 avec l'AJ Auxerre

### Distinctions personnelles
- Meilleur buteur du mois : décembre 2006, trois buts